# Brita Sophia De la Gardie
Brita Sophia De la Gardie, född 1713, död 1797, var en svensk adelsdam som under 1730-talet var en känd profil i Stockholms kultur- och nöjesliv som amatörskådespelerska. Senare i livet katolsk nunna i Frankrike.

## Biografi
Brita Sophia De La Gardie föddes 1713 som äldsta barn till greve Magnus Julius De la Gardie och Hedvig Catharina Lillie.

### Svenskt kultur- och nöjesliv
Brita Sophia De La Gardie skulle komma att bli känd som en centralperson inom stadens teaterliv under 1730-talet. Amatörteater var vanlig bland adeln i Stockholm under 1720- och 1730-talet under den tid som föregick grundandet av den första nationalscenen i Stora Bollhuset år 1737. Dessa amatörtrupper väckte en entusiasm för en svensktalande teater som gjorde det möjligt för den riktiga svenska teatern att grundas med stöd från myndigheterna. År 1732, till exempel, uppfördes Dom Japhlet d'Arménie av Scarron på Bollhusteatern av en adlig amatörtrupp, ledda av greve Tessin och hans fru, som också medverkade.
Den mest kända av dessa trupper var den trupp som leddes av den teaterintresserade familjen De la Gardie. Mellan 1734 och 1737 uppträdde en grupp unga medlemmar av adeln av båda könen i Torstensonska palatset, i Lefebuerska huset och i Bollhusteatern ledda av Höpken, som återvänt från Paris 1734 och då organiserat en teatertrupp som skulle uppträda med större allvar än de tidigare amatörtrupperna: truppen kallades allmänt för Greve De la Gardies komedianter. Brita Sophia De la Gardie engagerades i truppen och tycks ha varit truppens kvinnliga stjärna och primadonna. Som sådan var hon vida känd i staden och en omtalad medlem av kulturlivet.
Det har ibland undrats om truppen verkligen uppträdde för allmänheten; numera anses det, att föreställningarna, om de verkliga var åtminstone till hälften offentliga och mot symbolisk biljettavgift, i så fall ändå bara var öppna för stadens överklass. Då den första svenska teatern grundades 1737 framlades förslaget, vare sig det var allvarligt menat eller inte, att Brita borde bli hederskonsult med friplats i bästa logen. Augusta Törnflycht var en annan amatörskådespelare under samma tid; då de första professionella aktriserna anställdes, skämtades det om att man borde ha frågat om hon ville ansöka. En av aktriserna vid sidan av Beata Sabina Straas vid den första truppen på Bollhuset 1737, "Jungfru Wijkman" anses ha varit Magdalena Wickman, som arbetat som tjänsteflicka hos familjen De la Gardie.
År 1738 var hon även medlem i en musikakademi som arrangerade konserter i Lefebuerska huset.

### Frankrike
Då fadern dog 1741, flyttade hon med sin mor till Paris, där de båda konverterade till katolska kyrkan. Efter moderns död 1745 ska hon ha blivit nunna. 
Hon ärvde godset Ekesjö i Sverige, men på grund av hennes konvertering till katolicismen, något som på den tiden var ett brott i Sverige, blev det konfiskerat och överfört på hennes syskon, som sålde det.
Hon finns omnämnd som "Mlle De La Gardie" i hennes systerson Axel von Fersens efterlämnade korrespondens. Mellan 1785 och 1789 hyrde han en bostad i Versailles förmedlad av henne. Han bodde i denna när han var frånvarande från sitt franska regemente i Valenciennes, då hans familj i Sverige trodde att han bodde i sin Parislägenhet, men när han i själva verket bodde antingen i den lägenhet i Versailles som han hyrde av sin moster, eller också direkt hos Marie Antoinette på slottet Versailles eller i Petit Trianon.
Hon dog i Paris.